# Яцушіро (Кумамото)

Яцуші́ро (яп. 八代市, やつしろし, МФА: [jat͡su̥ɕiɾo ɕi̥]?) — місто в Японії, в префектурі Кумамото.     Отримало статус міста 1940 року. Площа становить 680,60 км². Станом на 1 серпня 2011 року населення складало 131 528  осіб, густота населення — 193 осіб/км².     

## Історія
Яцушіро отримало статус міста 1 вересня 1940 року.